# Isodactylactis elegans
Espèce
Isodactylactis elegans est une espèce de la famille des Cerianthidae.

## Systématique
Le nom valide complet (avec auteur) de ce taxon est Isodactylactis elegans (van Beneden, 1897).
L'espèce a été initialement classée dans le genre Dactylactis sous le protonyme Dactylactis elegans van Beneden, 1897.
Isodactylactis elegans a pour synonyme :
- Dactylactis elegans van Beneden, 1897

## Publication originale
- Van Beneden, E. (1897). Les Anthozoaires de la Plankton-Expedition = Die Anthozoen der Plankton-Expedition. Ergebnisse der in dem Atlantischen Ocean von Mitte Juli bis Anfang November 1889 ausgeführten Plankton-Expedition der Humboldt-Stiftung, II. K.e.. Lipsius & Tischer: Kiel. 222 + XVIII plates pp. lire